# Јефимија
Монахиња Јефимија или Јелена Мрњавчевић (око 1350 — после 1405) била је кћи угледног властелина у држави цара Душана, кесара Војихне, а пре замонашења била је жена деспота Угљеше.
После погибије мужа у Маричкој бици 1371. године, замонашила се и прешла у Србију. Живела је на двору кнеза Лазара и ту је била очевидац косовског страдања, Лазареве смрти, као и вазалне Србије која је послала војску за битку код Ангоре 1402. године.

## Биографија
Рођена је у властелинској породици као Јелена, кћерка кесара Војихне, господара Драме под српским царем Стефаном Душаном. Била је удата за деспота Угљешу, господара некадашњег византијског града Сера, а њен девер је био краљ Вукашин. Њихов син Угљеша умро је као дечак, не старији од четири године. Сахрањен је Хиландару, у саборном храму, баш као и његов деда Војихна. Након што су њен муж и девер страдали у Маричкој бици 26. септембра 1371. године, живела је у Серу, а онда се у 22. години живота замонашила и прешла у Крушевац у дом Лазара Хребељановића.
Након Косовске битке, када је страдао и њен заштитник кнез Лазар, заједно са књегињом Милицом прелази у манастир Љубостињу, задужбину књегиње Милице.
Једна од великих заслуга монахиње Јефимије, заједно са монахињом Евгенијом, бившом кнегињом Милицом и изузетно мудар потез, јесте молба упућена Бајазиту да се у Србију из Трнова пренесу мошти Свете Петке. Долазак светитељке је знатно допринео окрепљењу народу који је у томе видео знак да не напушта своју земљу и огњишта.
Јефимија је највероватније имала велики утицај на кнегињу Милицу. Константин Филозоф је хвалио њену мудрост и речитост („ва многих глаголаних и вештех мудрејшија сушти“); Милица (тада већ монахиња) држала је Јефимију у свим тешким и мучним, преломним државним питањима (најпресуднија су били однос према Турцима и супарничкој владарској породици Вука Бранковића, који очигледно није показао лојалност према кући Лазаревића после Косовске битке) „као неку кулу и помоћ“. Имала је великог утицаја и у васпитавању Миличине деце, Стефана Лазаревића и Јелене Балшић, који су веома рано показали уметничке таленте и склоност ка књижевном раду и образовању. Јефимија се истакла 1398. године, када је била у мисији које су преузеле две монахиње (Јефимија и Милица-Јевгенија) да оправдају младог Стефана Лазаревића, будућег деспота (владара), који је био на двору султана Бајазита оптужен за неверство и планирану издају.
Према Григорију Цамблаку (српски монах, који је касније отишао за Русију и тамо постао епископ), ова мисија две монахиње и удовице, поред оправдања за Стефана Лазаревића, имала је још један циљ: измољење и пренос моштију Свете Петке из Трнова (бивше престонице Бугарског царства, које су Турци 1393. коначно присвојили својој држави) у Србију. Султан је то допустио, видевши у том чину верске мотиве.

## Смрт
Не зна се када је монахиња Јефимија тачно умрла, као оквирна година се наводи 1405. Последњи помен о њој налази се у једној повељи деспота Стефана Лазаревића, који је назива деспотицом (владарком), госпођом и мајком. Примила је велику схиму и променила име у Јевпраксија: сматра се да је последње године свога живота провела у манастиру Љубостињи, задужбини кнегиње Милице, у којој је после Косовског боја замонашен велики број удовица, српских племкиња, чији се мужеви нису вратили (предање каже: у току само једног дана замонашење је тражило три стотине жена). У књизи Љубостиња Срђан Ђурић наводи:
"Док се не утврди другачије, ваља веровати да је предање сачувало истину о гробницама, и да је зидани гроб кнегиње Милице, а да је саркофаг њене пријатељице, монахиње Јефимије."

## Три записа
Монахиња Јефимија је оставила три записа који се данас сматрају за поезију и спадају у најзначајније странице српске средњовековне књижевности. То су, заправо, „приношенија“ — дарови, који у себи садрже и речи које је дародаватељка написала. Ови стихови дубоке мајчинске патње представљају уједно и прве забележене песме једне српске песникиње. Сви њени текстови су уместо на папир угравирани у позлаћене плочице, или извезени на платну.
- Приликом свог крштења млади Угљеша Мрњавчевић је од серског митрополита Теодосија добио на поклон диптих, односно двострану иконицу. Након смрти свог сина Јефимија је написала молитву „Туга за младенцем Угљешом", први од три своја записа. Она је дала да се та молитва испише на сребрним плочицама поменутог диптиха, а затим је иконицу даровала манастиру Хиландару.[6] У двема синтаксичким целинама Јефимија казује о свом дару — иконици, Мољење господу Исусу Христу. Обраћа се Исусу Христосу и Богородици. У молитвену књижевност, која је према византијској традицији увек у општим местима, Јефимија уноси дирљиви лични тон: смрт коју је угледала на својим родитељима и на своме сину, на онима који су њу родили и на ономе кога је она родила („на рождаших ме и на рожданом от мене младенцу“) треба да је вазда подстиче на бригу о одласку њене властите душе, тј. о њеној сопственој смрти; она, међутим, не може као хришћанка да суздржи бол због губитка сина јер је на то нагони њена властита материнска природа.
- Други Јефимијин запис на завеси за царске двери (средњи део иконостаса), „Запис на Хиландарској завеси“, намењен поново Саборној цркви у Хиландару, извезен је „златном и сребрном жицом и свиленим концем плаве, малинове, смеђе и црне боје“ (Лазар Марковић). Завеса за царске двери садржи извезене ликове Исуса Христа, Јована Златоустог и Василија Великог и текст Мољење Господу Исусу Христу. Иако се у основи овај текст позива на речи Симеона Новог Богослова и Симеона Метафраста, Јефимија овде с укусом и осећањем мере „развија опште лично осећање грешности уобичајено у чину причешћа“ (Ђорђе Трифуновић); завеса је имала функцију управо у оквиру тог чина.
- И, коначно, у време непосредно пред битку код Ангоре (Анкаре, 1402. године), када су Стефан и Вук Лазаревић као Бајазитови вазали отишли преко мора да се боре (тада су Монголи под Тамерлану или Тимур Ленк напали и поразили Турке), Јефимија је саставила „Похвалу кнезу Лазару“. Извезена је позлаћеном жицом на црвеном атласу, као покров за ковчег са моштима светог кнеза Лазара, намењен манастиру Раваници, формата 67 x 49 cm. То је њен последњи рад, настао у време Ангорске битке, 1402. године. Претпоставља се да га је извезла у манастиру Љубостињи, где је, по предању, и сахрањена, заједно са кнегињом Милицом. Похвала је, по мишљењу др Ђорђа Трифуновића, сведочанство текстуално – ликовне заокружености култа кнеза Лазара. Данас се налази у музеју СПЦ у Београду.
  - У првом делу тог текста, у духу већ установљене посткосовске традиције, Јефимија велича „новог мученика“, кнеза Лазара, који је својом смрћу на бојном пољу постигао двоструки подвиг: оставио је „пропадљиву висоту земаљског господства“ и „сјединио се са војницима небеског цара“. „И тако две жеље постигао јеси: и змију убио јеси и мучења венац примио јеси од Бога“.
  - У средишном делу „Похвале“, молитељка тражи од кнеза да се заузме и од Бога измоли помоћ за своја чеда. Јефимија наводи редом имена светих ратника: Георгија, Димитрија, Теодора Стратилата, Теодора Тирона, Меркурија и Прокопија: они треба да буду од помоћи Лазаревим синовима који су са Бајазитом кренули у битку против Тимур Ленка.
  - У последњем, трећем делу, Јефимија се кнезу захваљује на његовој доброти: он је њу, странкињу, примио и исхрањивао „изобилно“; сада га моли да је поново исхрани и да утиша „буру љуту душе и тела мојега“. Страшна глад и несреће које су дошле на Балкан са Османлијама, о чему пише неку деценију раније монах Исаија Србин, појављују се и у Јефинијиним речима: мотив телесне и душевне буре, и прехрањивања, долази из убоге, гладне стварности у којој монахиња везе свој покров.

## Јефимијини дани
У Трстенику се почев од 1971. године одржава манифестација „Јефимијини дани“, 25. пут је одржана 2013. године. У оквиру тога се додељује награда „Јефимијин вез“ за најбоље песничко остварење између две манифестације.

## У култури
Јефимија и покров који везе за поклон Хиландару су тема истоимене песме Милана Ракића. По речима песника, он је видео тај покров са тужним записом.
Монахињи и песникињи је посвећена песма „Јефимија” из 1973. године, коју је написао Џенан Салковић из Мостара, за музику користећи се мотивима Јохана Себастијана Баха. Песму је изводио акустички трио Лутајућа срца.
По њој је названа основна школа у Обреновцу.